# Mitsubishi Logistics

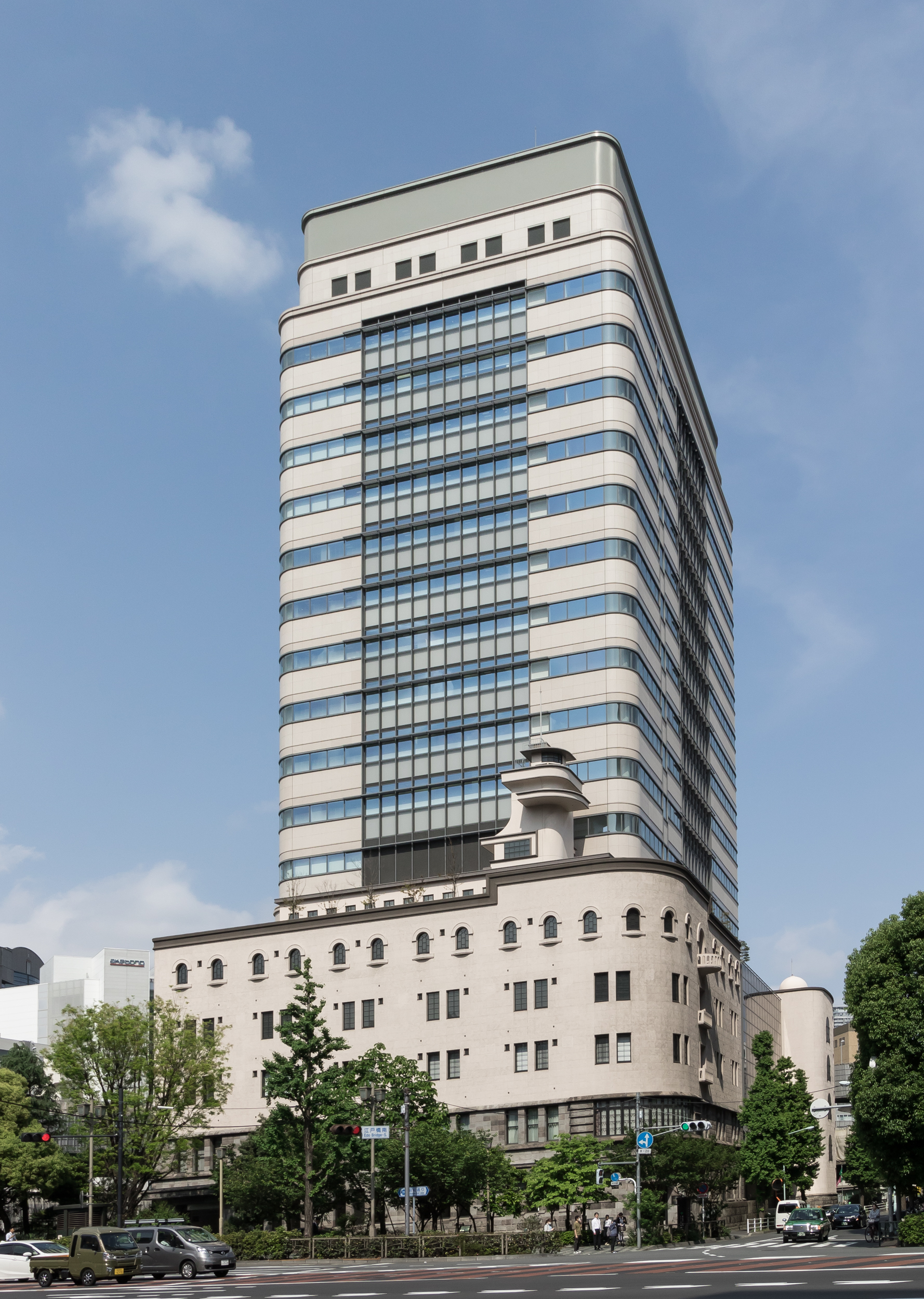
Antiga sede da companhia.

Mitsubishi Logistics, Inc é uma companhia logística japonesa, sediada em Tóquio, subsidiaria ao grupo Mitsubishi.

## História
A companhia foi estabelecida em 2005.

## Subsidiarias
- Mitsubishi Logistics Europe B.V.
- Mitsubishi Logistics America Corp.
- Mitsubishi Warehouse California Corp.
- Mitsubishi Logistics Hong Kong Ltd.
- Shanghai Linghua Logistics Co., Ltd.
- Shanghai Lingyun Global Forwarding Co.,Ltd.
- Shenzen Lingyang Global Forwarding co.,ltd
- Mitsubishi Logistics (Thailand) Co.,Ltd.
- Dia Logistics (M) Sdn. Bhd. in care of Master Movers Sdn. Bhd.
- Mitsubishi Logistics Singapore Pte. Ltd.
- P.T. Mitsubishi Logistics Indonesia, P.T. DIA-JAYA FORWARDING INDONESIA